# 謝姓獅團
謝姓角（中角）謝姓獅團是臺灣臺南市學甲區中角庄頭內的一個民俗藝陣，隸屬於傳統學甲十三庄學甲中社庄謝府元帥壇，同時也是中角謝聚落中的角頭廟宇，因為十三庄中的47角頭之一，故而抑是慈濟宮上白礁與刈香的基本成員之一，其在慈濟宮代表選舉區屬於學甲中角選區。成立時間約於日據時期，且在當時即已有出現於學甲慈濟宮上白礁刈香的宗教活動運作，此獅團創立初期是以謝姓族人為主要成員，目前被臺南市政府以及文化部登錄為重要文化資產。  

## 歷史脈絡
關於金獅陣的由來有不少，其中之一便是相傳獅陣祖師爺為宋太祖趙匡胤，之所以有此傳說，是因為宋太祖創一套拳法即為太祖拳，且之後因拳法多融入宋江四陣（宋江陣、金獅陣、白鶴陣、五虎平西陣等）所使用，因在臺灣地區此宋江四陣流傳最廣尤其是其中的宋江陣，故而習練此拳法的人口也是最多。此套拳法有一個普遍現象即在演練時是打硬拳，而非一般的僅是做動作與架式的展現而已，然這又與各地區創立宋江陣的目的多為保鄉衛民有極其密切的關連性。
據中角庄頭當地居民所述，在日據時期謝姓獅團即已存在，另也因早期學甲的山寮、學甲寮、東邊角、西邊角、三角仔、草坔、頭前寮等聚落，幾乎是以謝姓家族為主，因此獅團在創立之初團員也都是謝姓族人，所以此獅團便以「謝姓獅團」為名。
謝姓角（中角）謝姓獅團在成立以後基於同姓氏之緣，曾聘請來自西港烏竹林金獅陣謝姓的拳術師傅前來指導，然因為金獅陣對於師承有陣頭姓氏親族、師徒傳承、結盟關係等的觀念，即是有所謂的紅腳（巾）、黃腳（巾）、青腳（巾）、…等派別區分，又因謝姓師傅的師承脈絡是紅腳（巾），也因此謝姓獅團在宗派上屬於紅腳紅腳（巾）派。其後因故未能持續運作而曾中斷一段時間，直至1988年因地方開始辦理學甲香之後，地方有心人士方又開始重組訓練，目前本陣在學甲地區乃屬著名陣頭，並且在上白礁祭典活動中除擔任開基二大帝的駕前護衛之外，而在祭典尾聲即入廟後也需要負責淨廟的工作以便進行安座，故而此陣頭在整個祭典活動中的重要性相當高。

## 傳統與特色
金獅陣雖為由宋江陣所蛻變而來，然因演出的質性的不同故而兩者之間在出陣的表現上有些許的差異性，一如宋江陣在展演時是由「頭旗」以及「雙斧」來做為領頭，但是獅陣則卻是以「獅頭」進行整個演出的主軸，因而「獅頭」在出陣的演出中所佔的地位重要性甚高，此外，獅頭既是表演的主角同時也是具有相當的神靈性，因此在沒有出陣時祂則被視為神祇必須加以供奉，而一般有設置金獅陣的廟宇，都設有專祠或神壇來供祀獅頭。
獅頭是獅陣最重要的裝備，並且在早期傳統獅頭的製作因都是由土模加上紙糊，土模紙糊在製作上的程序相當複雜且耗時，因而隨著材料科技的發展，又加上為降低製作成本等問題，其後甚至為簡化製作工序等的時效考量，近年來大多數的獅頭多為玻璃纖維材質來製作，而中角（謝姓角）謝姓獅團所使用的獅頭，至今仍保持土模紙糊的。
另外，（金）獅陣的出陣演出形式雖然與宋江陣相似，然而它的套數以及陣型卻完全沒有如宋江陣那麼的多樣與複雜性，那是因為它主要還是以「弄」獅頭為主，而將獅頭的演出部分弄完了才會再進行其他的表演。而其地的表演部分，則是有單人打、雙人打和群體合打等項目，然而其實大部份的時間僅僅是做動作並隨著演出內容作大聲吶喊壯聲勢。此外陣頭所使用的一些兵器也大多來自宋江陣中的武器，其中使用最多便是藤牌，當然最累的是弄獅頭的人，故而演出時至少也都需要5-6個人不斷的輪替弄動獅頭，如此才能將金獅表現得栩栩如生。
大部分的武術性質陣頭在接獲演出任務之後，都會有一些相關的儀式，而因中角（謝姓角） 謝姓獅團師承西港烏竹林金獅陣，故而也相對地承襲了一些相關習俗如：開館、探館、謝館等儀式。開館是向神明報告練習情形，也就是請神明進行「驗收」的意思，謝姓獅團的開館儀式是往大廟即保生大帝台灣開基祖廟學甲慈濟宮進行。

## 登錄民俗類文化資產
由於謝姓獅團有著一些的文史典故，加上至今其獅頭仍保留傳統的土模紙糊工藝，此外，也傳承著不少的傳統技藝、文物、以及儀式等技藝與事物，如是措施皆富有文史上的保留價值，故而獲得登為臺南市傳統藝術文化資產保存的團體之一。

## 圖集

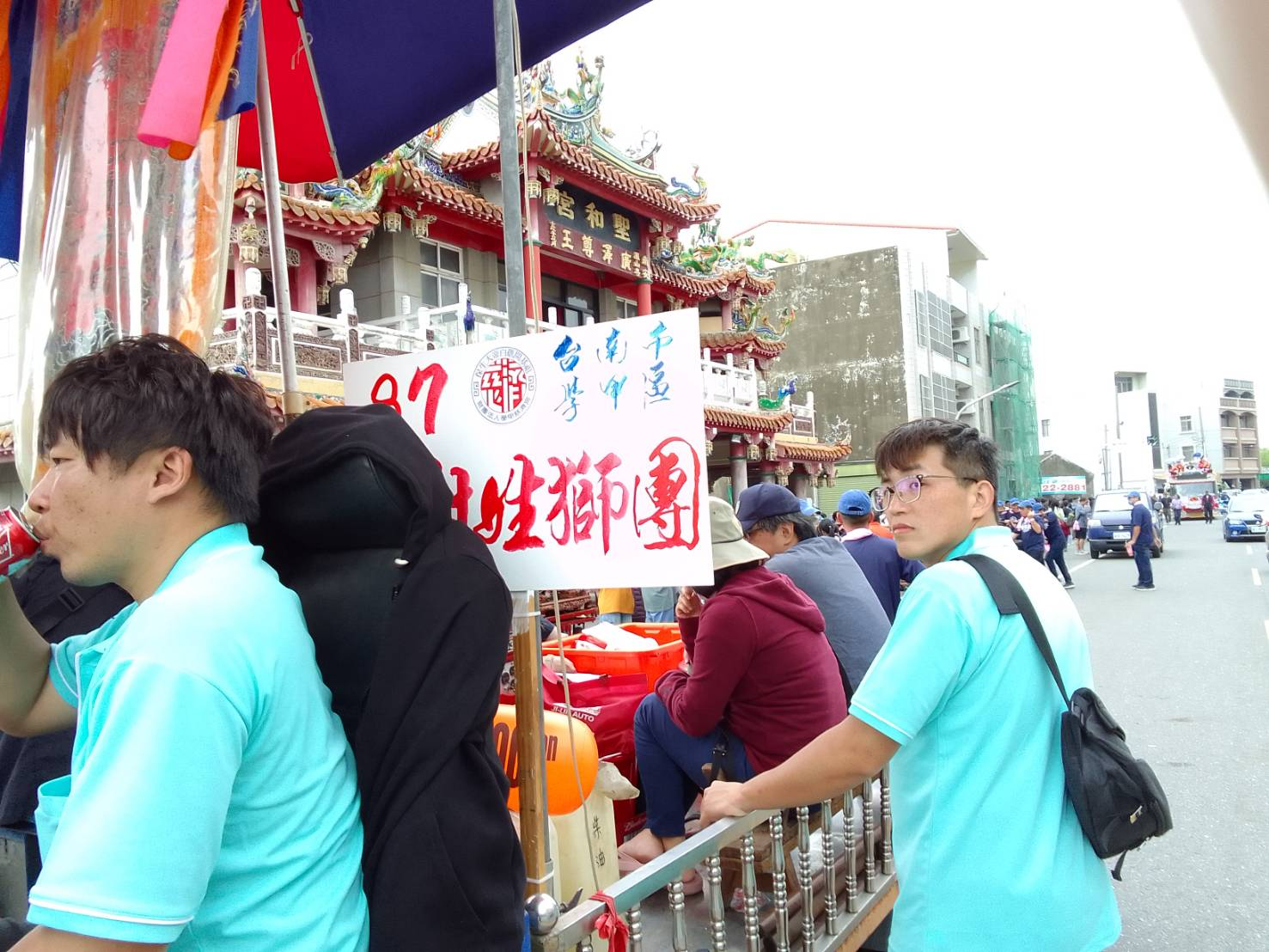
學甲中角謝姓獅團-乙巳年上白礁繞境
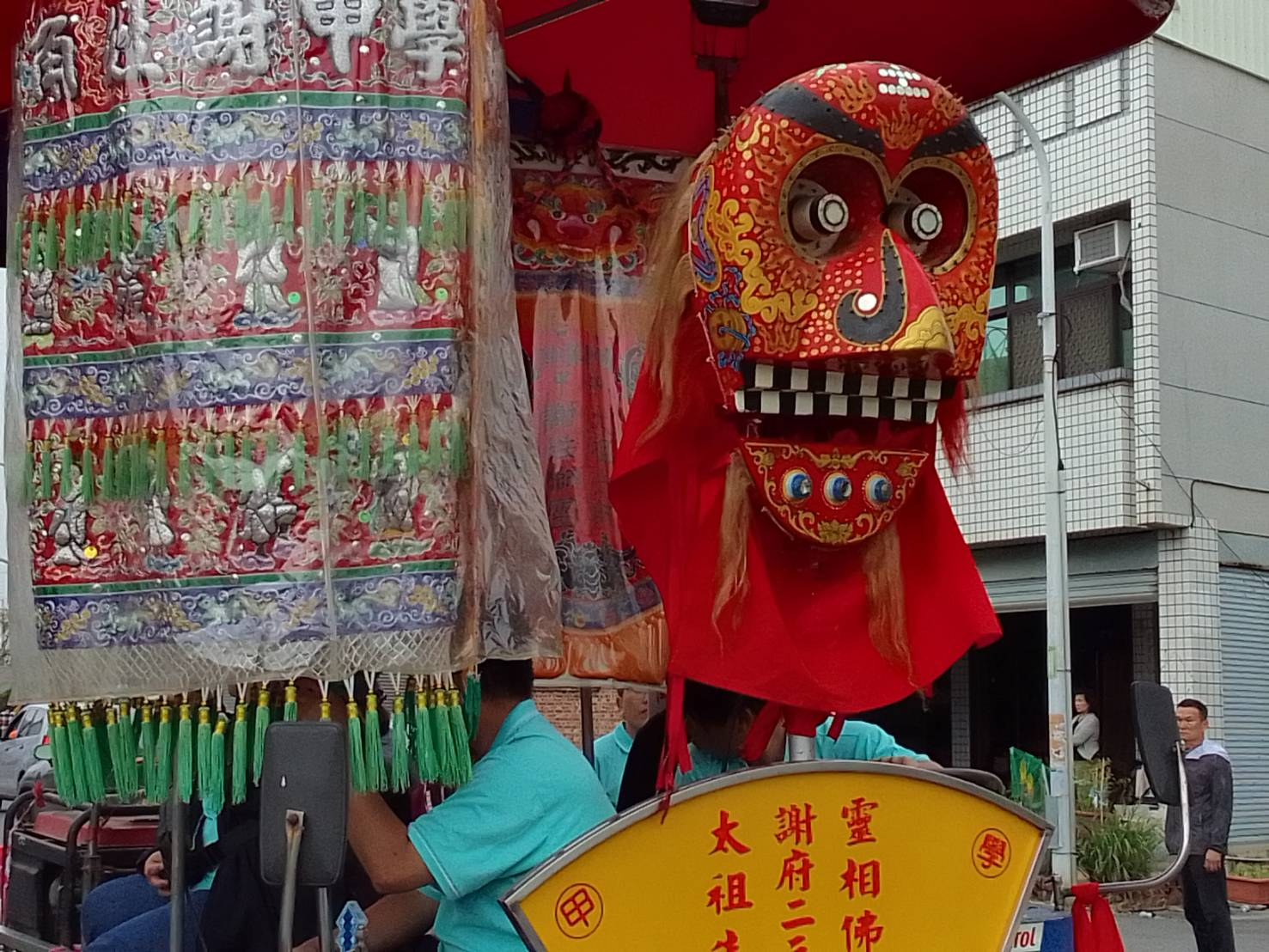
學甲中角謝姓獅團-出陣時的神傘與獅頭
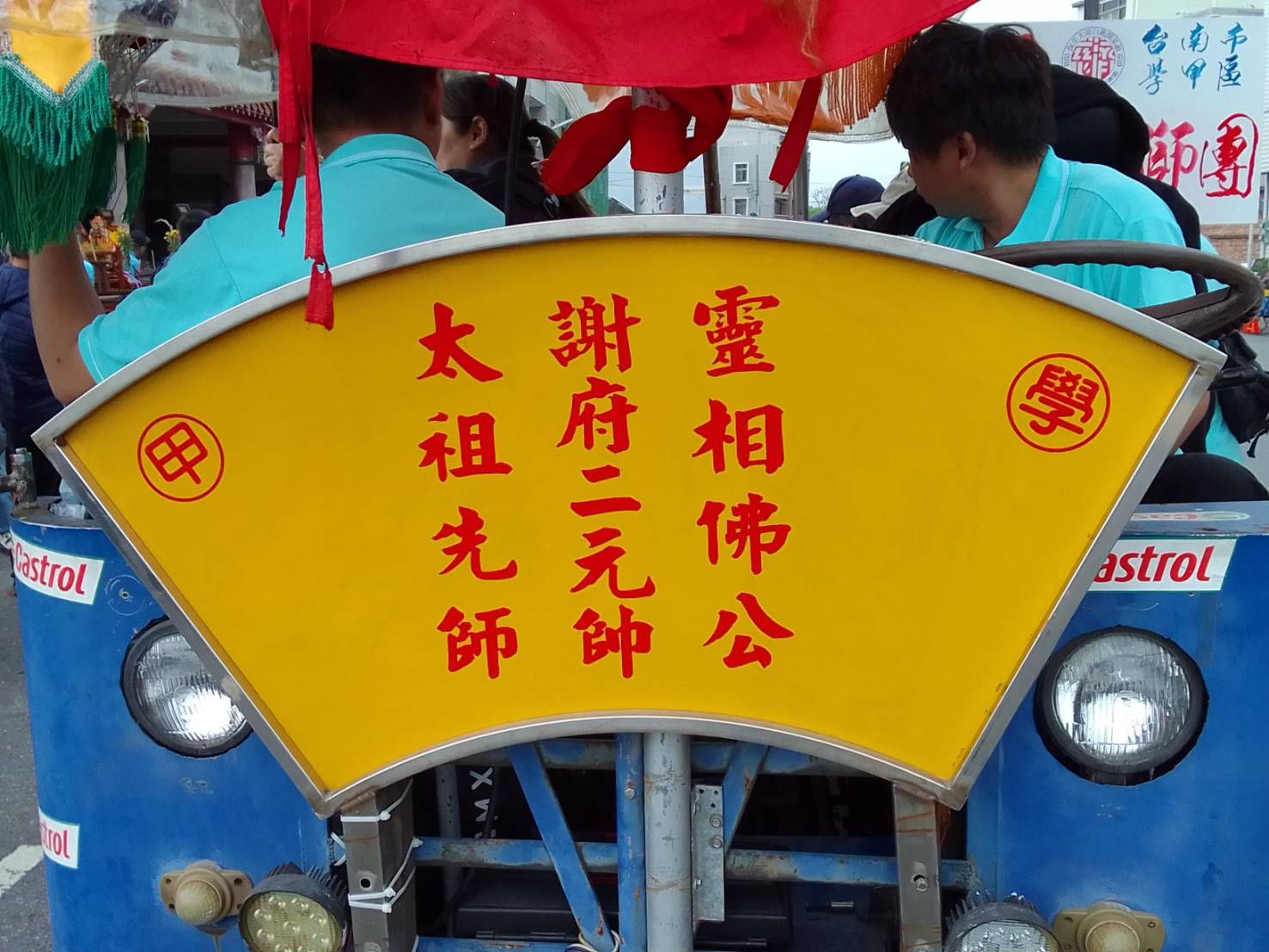
學甲中角謝姓獅團-出陣時隨行的護佑神明尊稱
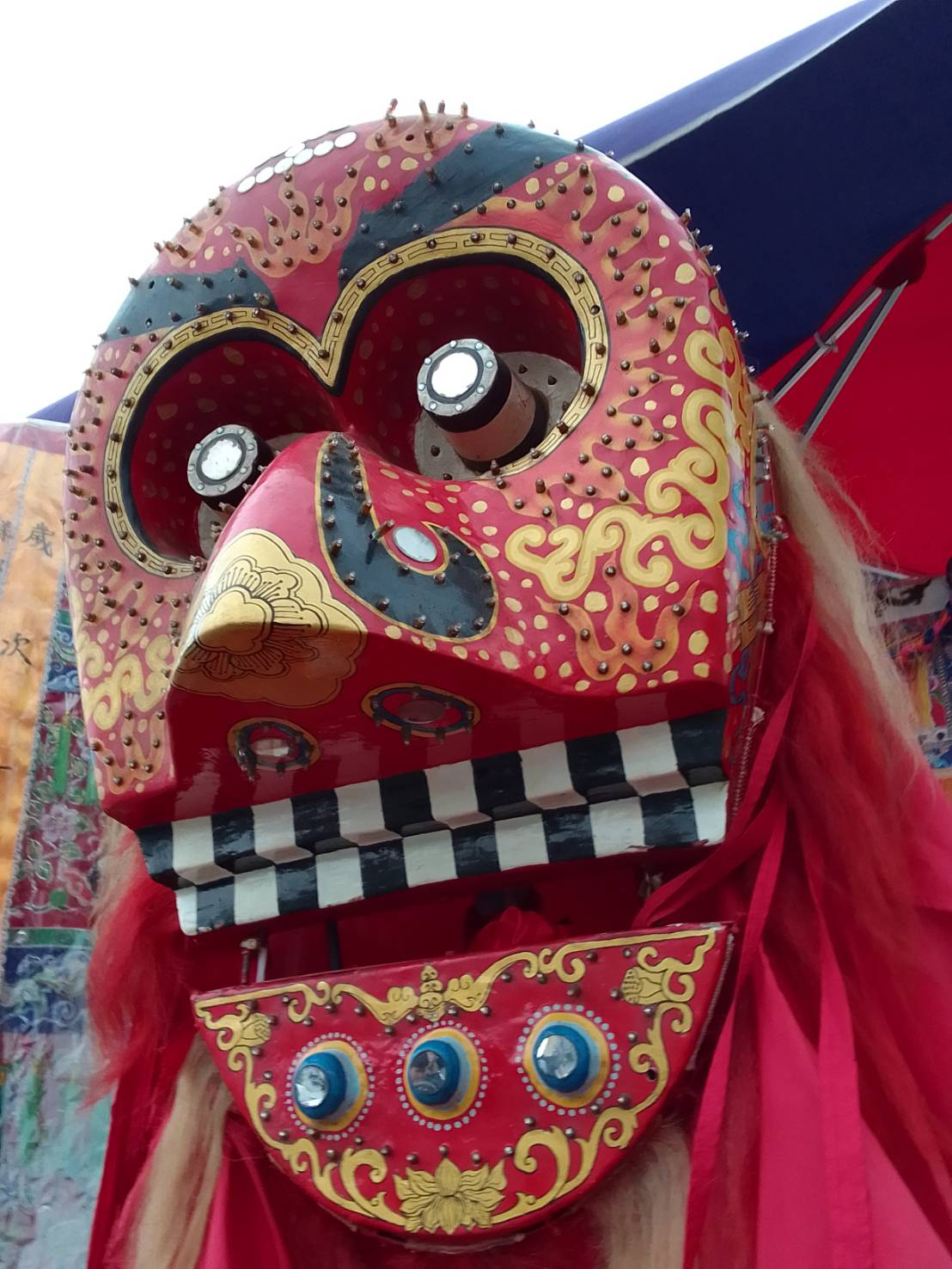
學甲中角謝姓獅團-頗具特色的紙糊獅頭
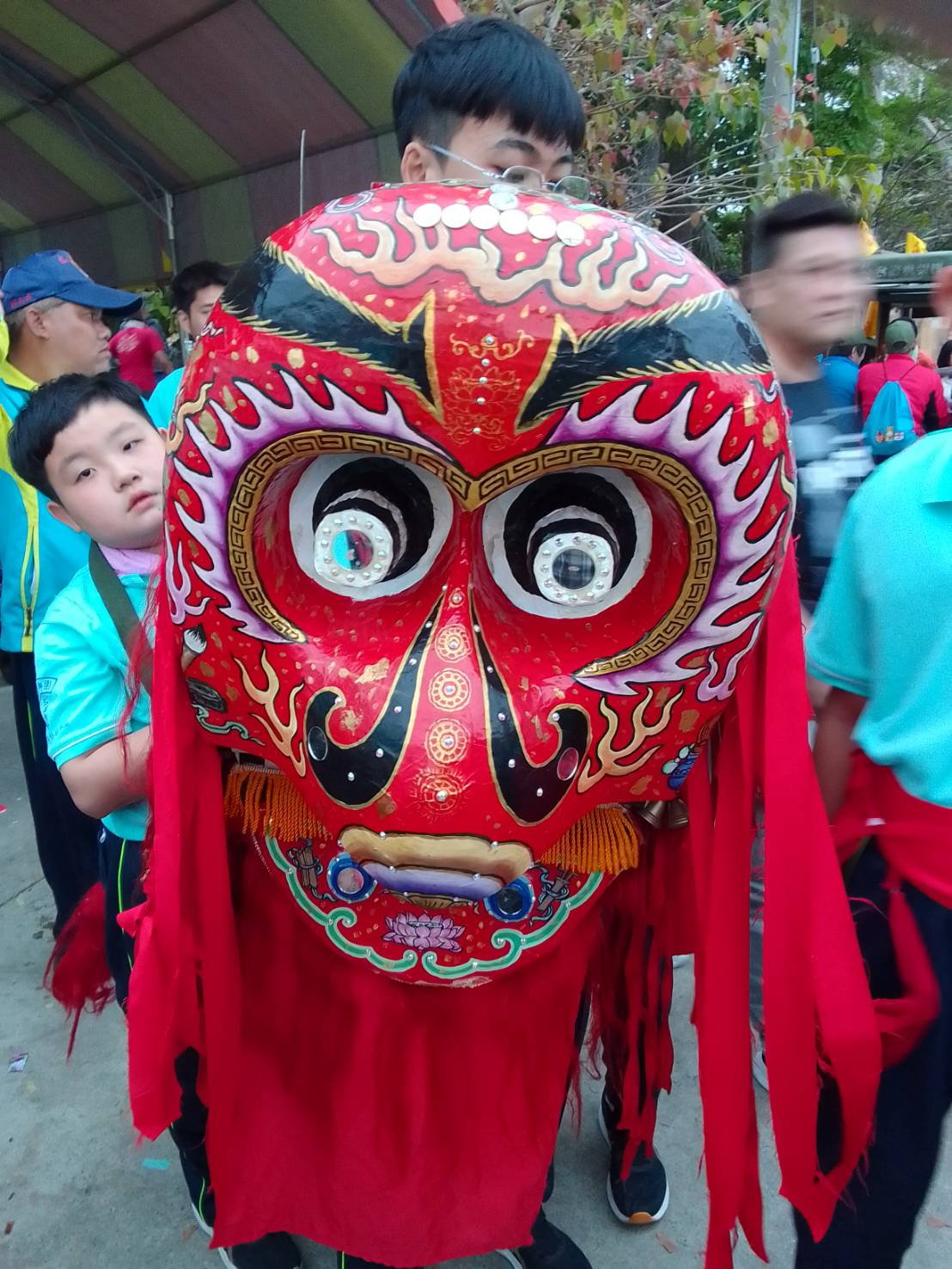
學甲中角謝姓獅團-舞獅頭人員-1
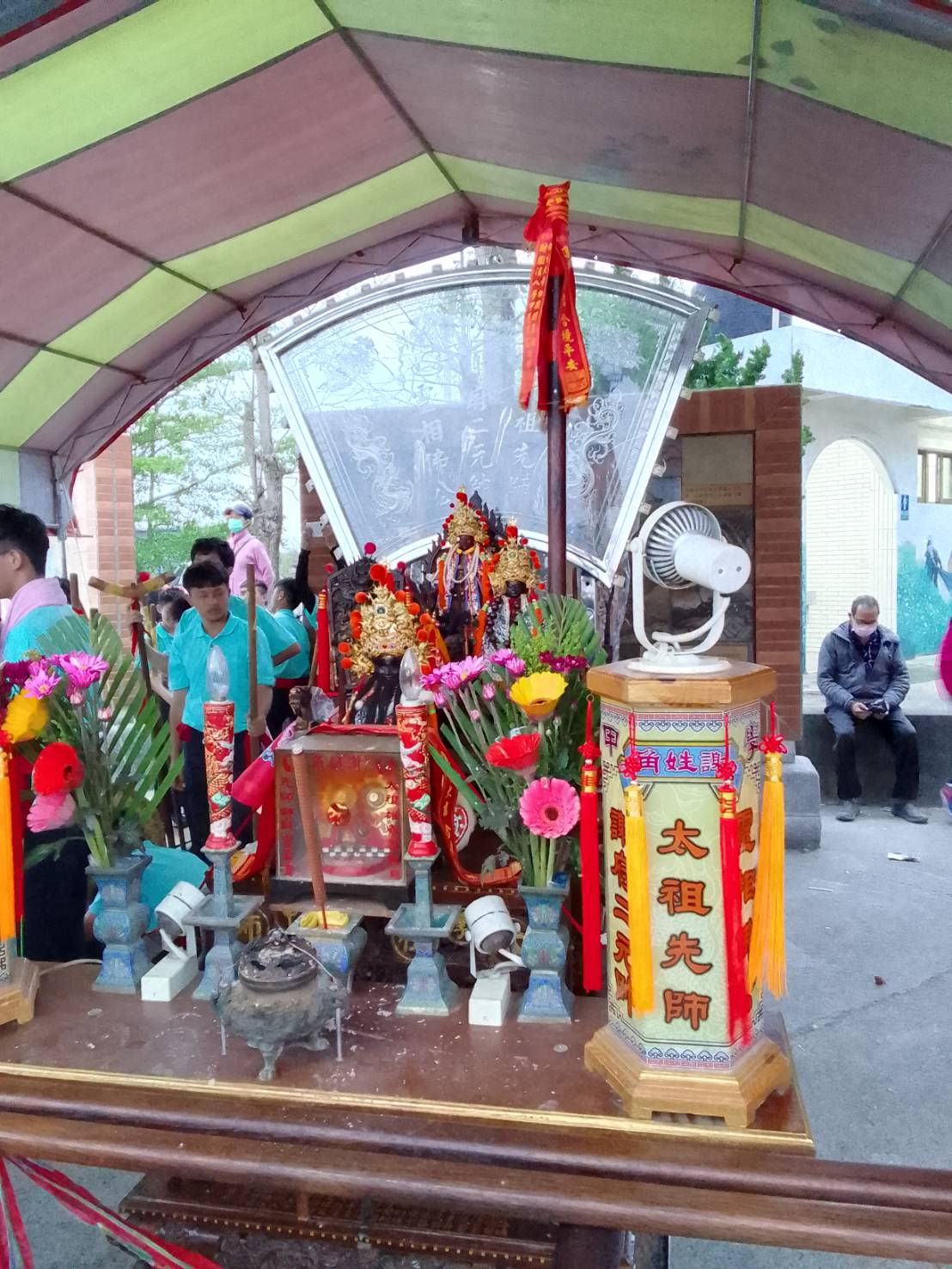
學甲中角謝姓獅團-出陣時隨隊護佑的神明